# Sabatilles de ballet

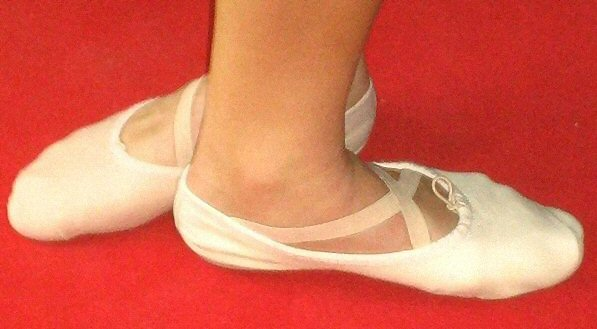
Sabatilles de ballet blanques.

Les sabates de ballet o de dansa són sabates lleugeres previstes específicament per a la pràctica del ballet. Fetes de cuir, tela, o setí suau, tenen soles fines i flexibles. Les sabates de ballet són tradicionalment de color rosa, negre, gris o blanc; les dones les porten roses i els homes blanques, mentre que les colors carn o marrons que donen l'aparença de ballar descalç són portades tant per homes com per dones.
Els ballarins de ballet principiants i els ballarins de ballet menors d'aproximadament dotze anys porten ballarines exclusivament mentre s'entrenen o ballen, mentre que les ballarines més avançades poden portar sabates de ballet o sabates en punta (vegeu més avall) quan les circumstàncies ho requereixen. Als ballarins (homes i dones) joves els és restringit l'ús de sabates de ballet fins que s'ossifiquin els seus ossos i els seus músculs siguin prou forts per a poder ballar en punta. És per això que els primers anys els ballarins homes i dones han d'usar les sabates de mitja punta (vegeu més avall).
Els ballarins porten gairebé sempre sabates de ballet de mitja punta, perquè rarament ballen en puntes dempeus.
A partir de 12 anys es pot usar les sabates de punta, perquè si es fan servir abans d'aquesta edat poden produir-se malament formacions dels peus de les ballarines. Les escoles de ballet fan classes de tècnica, en les quals els ballarins porten solament sabates de ballet anomenades mitja punta (½), i de punta, en què els estudiants porten primer les sabates de ballet per a escalfar-se en la barra, i després les canvien per sabates de punta per als exercicis de centre. Moltes escoles de ballet exigeixen almenys cinc anys d'entrenament abans de permetre que els seus ballarins utilitzin les puntes.

## Fabricació

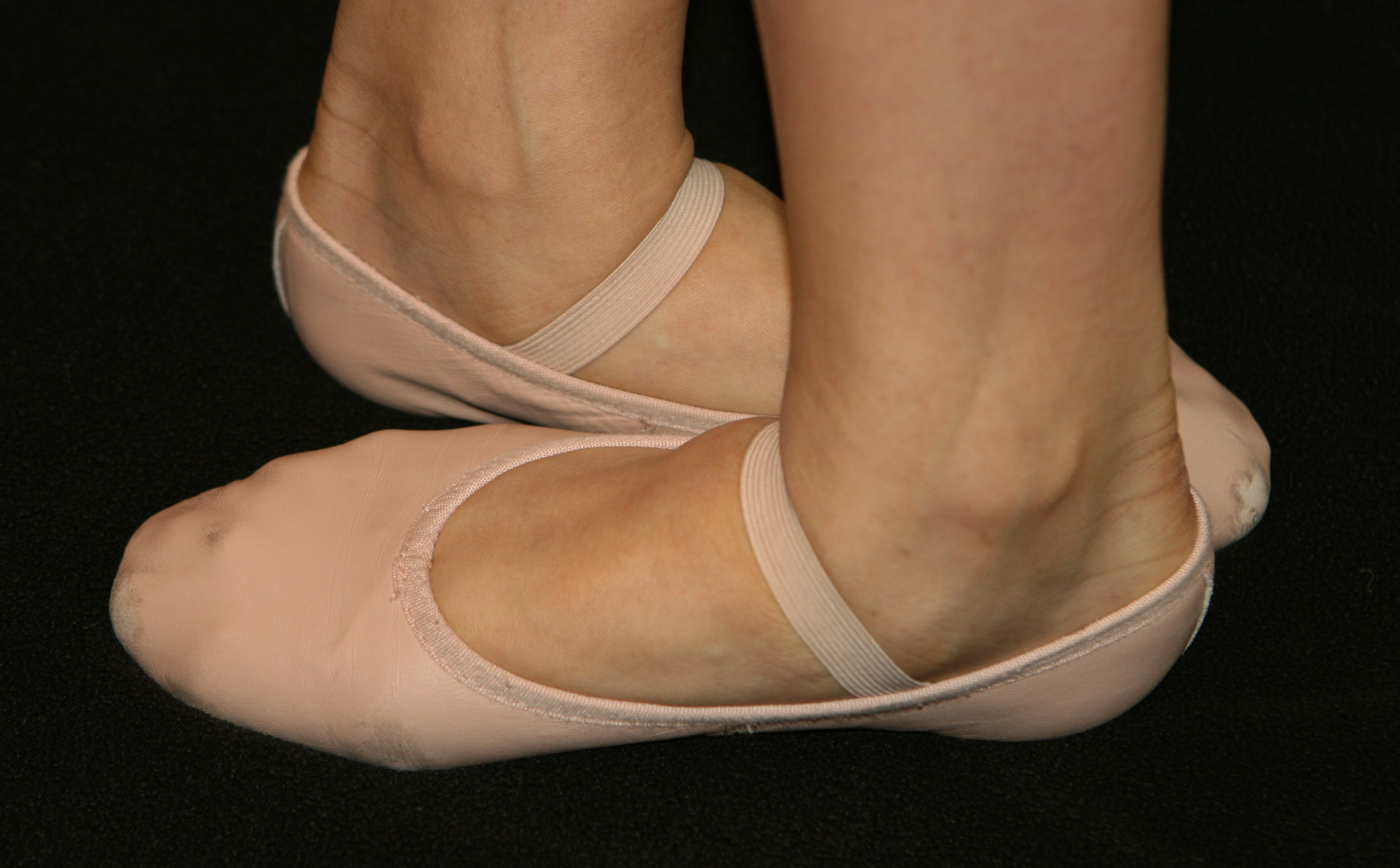
Sabates de mitja punta

Com molts altres tipus de sabates de dansa, les sabates de ballet poden tenir sola partida (per a augmentar la flexibilitat) o sola completa. Es fan generalment de cuir, de tela gruixuda o de setí suau:
- Les sabates de cuir són duradores i ajuden a mantenir els peus calents. Les altes sabates de cuir de gra són les més còmodes i també les més costosos.
- Les sabatilles de tela gruixuda són portades típicament pels homes. Costen menys que les sabates de ballet de cuir i la tela permet que el peu respiri, però es gasten més ràpidament que les de cuir.
- Les portades de setí, són portades per les dones. Es tenyeixen fàcilment per a modificar la color de la sabata per a ocasions particulars.

Les bandes elàstiques s'utilitzen per a ajudar a assegurar les sabates de ballet als peus. Cada sabata es pot assegurar sia amb una sola banda a través de l'arc del peu sia amb dues bandes que es creuen en forma de “X” en la tapa de l'arc. Les sabates de sola partida empren típicament dues bandes, mentre que les de sola completa generalment solament en tenen una. En el cas de bandes úniques, la majoria dels fabricants de sabates de ballet lliguen les bandes a les sabates durant el procés de fabricació. En el cas de les sabates de doble banda, els fabricants usualment lliguen un extrem de cada banda a la sabata i deixen que comprador lligui els extrems lliures de les bandes per a realitzar un ajustament òptim.

## Sabates de puntes
Les sabates de puntes són un tipus de calcer de ballet similar a les sabates anteriorment descrites però amb reforç en la part anterior d'aquestes. El seu objectiu és que les ballarines de ballet s'elevin amb aquestes fent reposar el pes de tot el seu cos sobre la punta dels seus dits. El pes corporal ha de ser repartit entre tots els dits del peu, puix que posar el pes sobre el dit polze o sobre el menovell acabaria per fer perdre l'equilibri. L'objectiu de les sabates de puntes és de fornir una aparença lleugera i estilitzada de la ballarina durant la representació, que sembli levitar sobre el sòl o que no faci soroll en caure després d'un salt.
El seu origen remunta al naixement dels ballets romàntics en el segle XIX. Es considera que una de les primeres ballarines a haver emprat aquesta mena de sabates va ser Marie Taglioni en el ballet La sílfide en 1832 utilitzant la tècnica de puntes. Al principi, les ballarines introduïen cotó per a reforçar la punta mentre que en l'actualitat la sabata beneficia d'una estructura rígida en la qual es recolzen els dits. A més, perquè els dits dels peus no es danyin s'utilitza una puntera de silicona o didals del mateix material, especialment fets per a aquesta mena de sabates.
Les sabates de puntes no s'utilitzen fins al segon o tercer any d'ensenyament. En les classes, s'empren a la fi dels exercicis de barra i el seu ús és progressiu per a reforçar els músculs del peu i adquirir l'equilibri necessari per a posar-se damunt d'aquestes. Hi ha sabates de ballet amb diferents nivells de rigiditat en la seva sola. La tria de l'una o de l'altra dependrà de la ballarina, en funció del grau de fortalesa del seu peu. Per a això ha de practicar tot un any amb les ½ puntes (les sabates esmentades més amunt).

## Punteres

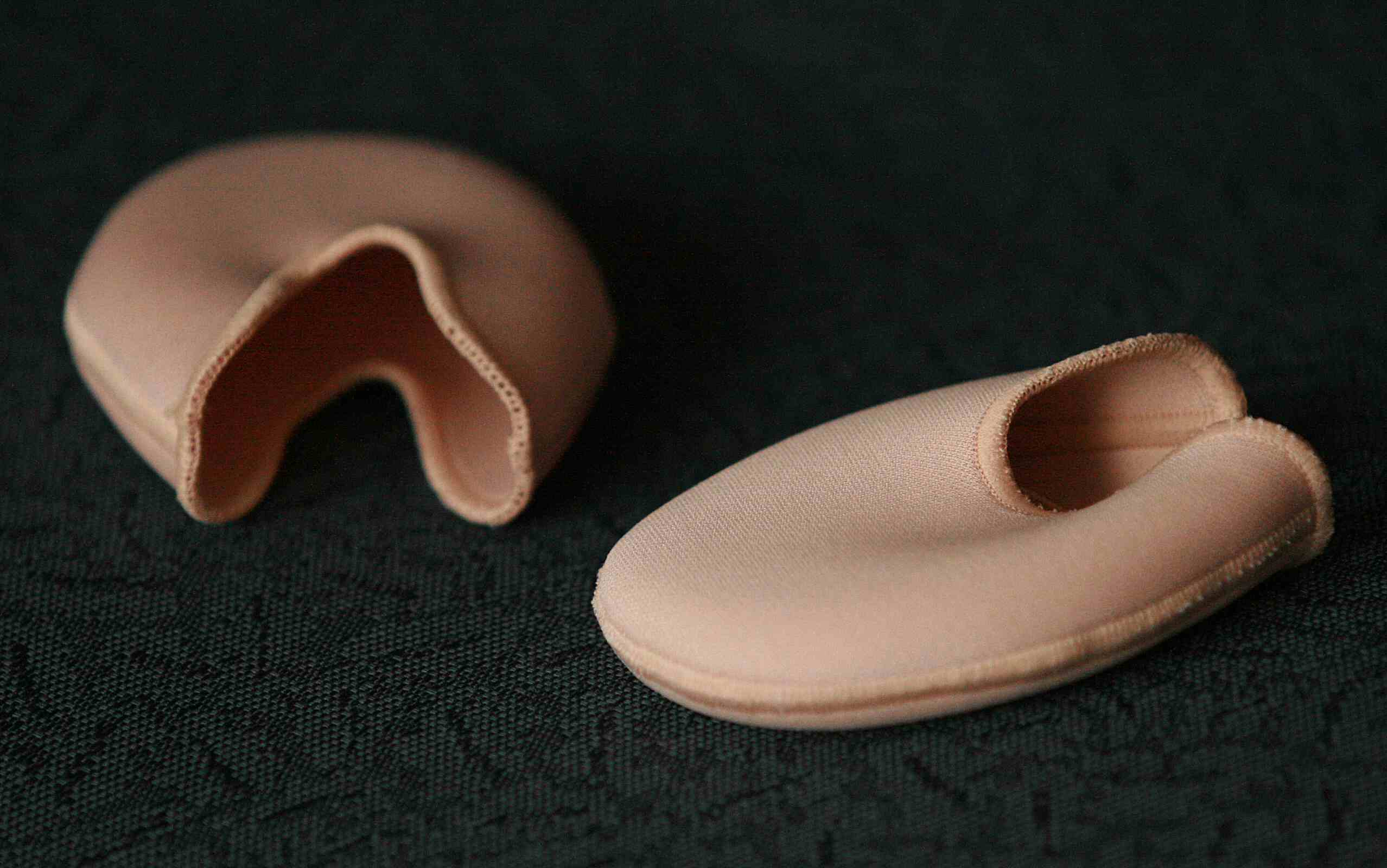
Punteres de tela

Les punteres són una "protecció" (de silicona o un altre material) que s'utilitza entre les mitges o pantis de ballet i les sabates. S'utilitzen únicament amb les sabates de puntes i aquestes no han de sobresortir respecte de la capellada.